# Carebarella
Carebarella är ett släkte av myror. Carebarella ingår i familjen myror.
Kladogram enligt Catalogue of Life:
| Carebarella | \| \| Carebarella alvarengai \| \| \| \| \| \| Carebarella bicolor \| \| \| \| \| \| Carebarella condei \| \| \| \| |
|             | \| \| Carebarella alvarengai \| \| \| \| \| \| Carebarella bicolor \| \| \| \| \| \| Carebarella condei \| \| \| \| |
|             | Carebarella alvarengai                                                                                              |
|             | |
|             | Carebarella bicolor                                                                                                 |
|             | |
|             | Carebarella condei                                                                                                  |
|             | |